# Какаовела
Какаовела (какавела, какао-вела) — оболонка лушпиння бобів какао; є побічним продуктом виробництва при виготовленні тертого какао.
Шріт містить до 17% клітковини і лише 3-4% жиру, відрізняється підвищеною твердістю, важко піддається подрібненню, тому не може застосовуватися при виготовленні шоколаду. Однак відходи ці дуже корисні, їх практичне застосування дуже різноманітне. Какаовела використовується як нова добавка в комбікорм для тварин, для мульчування ґрунту, з неї роблять порошок, додатково піддаючи більш тонкому подрібненню. При спалюванні какаовели можна отримати велику кількість теплової енергії, а в медицині какаовела цінується за високий вміст теоброміну — збудника серцевого м'яза і ЦНС, застосовуваного при виробництві багатьох лікарських препаратів.
Вихідна крупність лушпиння — 15-25 мм, необхідна товщина помелу — менше 50 мкм.